# Bdelyrus parvoculus
Bdelyrus parvoculus là một loài bọ cánh cứng trong họ Bọ hung (Scarabaeidae).